# (7184) 1991 RB25
A (7184) 1991 RB25 a Naprendszer kisbolygóövében található aszteroida. Holt, H. E. fedezte fel 1991. szeptember 11-én.